# کارولینا لوندال
کارولینا لوندال (انگلیسی: Karoliina Lundahl؛ زادهٔ 	۳۰ ژوئن ۱۹۶۸) وزنه‌بردار و ورزشکار پرتاب وزنه زن اهل فنلاند بود.
وی در مسابقات کشوری و بین‌المللی در مجموع برندهٔ ۲ مدال طلا، ۱ مدال نقره، ۳ مدال برنز شده‌است.